# Miquel Caminal i Cerdà
Miquel Caminal i Cerdà (1952, Arfa- 2024) fou empresari i polític català.
Miquel Caminal fou empresari del sector del metall. Fou membre fundador del Club Hoquei Cadí i del Sedis Aeromodelisme. Fou regidor i portaveu d'Esquerra Republicana de Catalunya a l'ajuntament de La Seu d'Urgell. També fou regidor i tinent d'alcalde de l'ajuntament de Ribera d'Urgellet. Fou candidat a les eleccions generals espanyoles de 2019 al Senat per Esquerra Republicana de Catalunya - Sobiranistes, on aconseguí un escó, essent senador entre 2019 i 2023. Va morir l'agost de 2024.